# Dúbrava (okres Liptovský Mikuláš)
Dúbrava je obec na Slovensku v okrese Liptovský Mikuláš. V roce 2016 zde žilo 1 229 obyvatel. První písemná zmínka o obci pochází z roku 1372.
Leží na západ od Liptovského Mikuláše, na horním toku potoka Dúbravky se středem obce v nadmořské výšce 636 m. Katastr Dúbravy se rozkládá mezi Podtatranskou kotlinou na severu (602  m n. m.) a hlavním hřebenem Nízkých Tater na jihu (Chabenec, 1955  m n. m.).

## Historie
Obec byla založena v 13. století bez názvu a v roce 1372 je poprvé zmíněna jako Dúbrava. Patřila zemanům z Ráztoky. Od poloviny 18. století do roku 1908 zde byly doly na antimon, které pak byly znovu otevřeny před druhou světovou válkou. Definitivní konec těžby souvisel s útlumem hornické činnosti na Slovensku po roce 1989.

## Památky
Raně gotický kostel svatého Ondřeje z konce 13. století, byl v 17. století opevněn a v letech 1751 až 1752 opraven. V interiéru se zachovala gotická žebra a do sakristie vede pozdně gotický portál. Vnitřní zařízení je barokní se zbytky gotických maleb.